# 神を創造し、僕達は話そう
「神を創造し、僕達は話そう」（かみをそうぞうし、ぼくたちははなそう、原題: Build God, Then We'll Talk）は、アメリカ合衆国のポップ・ロック・バンドであるパニック!アット・ザ・ディスコの楽曲。2005年9月27日にフュエルド・バイ・ラーメンおよびディケイダンス・レコードから発売されたデビュー・スタジオ・アルバム『フィーバーは止まらない』に収録された。その後、2007年3月26日にアルバムからの第5弾シングルとして発売された。

## 背景と曲の構成
「神を創造し、僕達は話そう」は、アルバム『フィーバーは止まらない』のために作曲された最後の楽曲。ギタリストのライアン・ロスによればメンバー全員が気に入っている楽曲で、完成以来シングル・カットすることを望んでいた。作詞を手がけたロスが「売春とラスベガスでの生活についての物語」と説明している本作の歌詞では、欲しいものを手にするために複数の男性と関係を持つ女性の姿が描かれている。
曲中ではアコーディオンが多用されているほか、ヘザー・ステッビンスによるチェロのソロ・パートも含まれている。
「There are no raindrops on roses and girls in white dresses（バラの花びらの上に雨粒はなく、白いドレスを着た女の子もいない）」という一節から始まるブリッジの歌詞とメロディは、ミュージカル『サウンド・オブ・ミュージック』の劇中歌「私のお気に入り」のパロディとなっている。バンドのマネージャーであるスコット・ナーデルベルクによれば、仮タイトルは「Favorite Things」。

## 評価
『Straight.com』のマイク・ユージンゲンは、「アルバムで最も並外れた楽曲」と見なし、特徴として「バロック・ポップ調の鍵盤楽器」「演劇的なスポークン・ワード」「デス・ディスコ調のダンスのパッセージ」「ディストーションを効かせたギターの連弾」の要素を挙げた。
『PopBuzz』のジェームズ・ウィルソン＝テイラーは、2018年1月時点でパニック!アット・ザ・ディスコが発表した全71曲（カバー曲やコラボ曲を除く）を対象としたランキングで第46位に本作を選出した。
『オルタナティヴ・プレス』誌のマラ・モルテンサは、「2000年代のオルタナティヴ・バンドによる過小評価された10曲」の1つとして本作を挙げた。

## ミュージック・ビデオ
「神を創造し、僕達は話そう」のミュージック・ビデオは、2007年2月28日にフュエルド・バイ・ラーメンの公式YouTubeチャンネルで公開された。ビデオは、「ポルノマイム」と称するパントマイムを披露している男性がファンの女性と恋に落ちるところから始まり、その後お互いが「架空の人物に浮気」するという内容になっている。
『オルタナティヴ・プレス』誌は、2016年5月までに公開されたパニック!アット・ザ・ディスコのミュージック・ビデオを対象にランク付けし、本作のミュージック・ビデオは第16位となった。

## シングル収録曲
| 全作詞: ライアン・ロス、全作曲: ライアン・ロス、ブレンドン・ユーリー、スペンサー・スミス。 | |                |                                                             |      |
| #                                                                                          | タイトル | 作詞           | 作曲・編曲                                                  | 時間 |
| 1.                                                                                         | 「神を創造し、僕達は話そう」(Build God, Then We'll Talk)                                                      | ライアン・ロス | ライアン・ロス、 ブレンドン・ユーリー 、 スペンサー・スミス | 3:41 |
| 2.                                                                                         | 「神を創造し、僕達は話そう（ライヴ／デンヴァー・ヴァージョン）」(Build God, Then We'll Talk (Live in Denver)) | ライアン・ロス | ライアン・ロス、 ブレンドン・ユーリー 、 スペンサー・スミス | 4:28 |
| 合計時間:                                                                                  | 合計時間: | 8:09           |                                                             |      |

## クレジット
※特記を除き、出典は『フィーバーは止まらない』のブックレット
パニック!アット・ザ・ディスコ
- ブレンドン・ユーリー – ボーカル、ギター、ベース、キーボード、ピアノ、アコーディオン、オルガン
- ライアン・ロス – ギター、作詞、キーボード、ピアノ、アコーディオン、オルガン
- スペンサー・スミス – ドラム、パーカッション

外部ミュージシャン
- ヘザー・ステッビンス – チェロ

制作
- マット・スクワイア – プロデュース、エンジニア、ミキシング
- パニック!アット・ザ・ディスコ – アディショナル・プロダクション
- UEナスタシ – マスタリング

## 認定
| 国/地域                          | 認定 | 認定/売上数 |
| -------------------------------- | ---- | ----------- |
| アメリカ合衆国 (RIAA)            | Gold | 500,000     |
| 認定のみに基づく売上数と再生回数 |      |             |